# Diplazium decrescens
Diplazium decrescens är en majbräkenväxtart som beskrevs av Carl Frederik Albert Christensen.
Diplazium decrescens ingår i släktet Diplazium och familjen Athyriaceae. Inga underarter finns listade i Catalogue of Life.